# 王振諾
王振諾（1994年3月26日—），原名王念祖，台灣高雄人，為華語流行音樂歌手。2015年奪得VSOP X Sony music選秀大賽冠軍，2017年7月参加浙江衛視音乐选秀节目《中國新歌聲》第二季，並加入那英導師戰隊。2021年1月22日在台灣正式出道。